# Souhayr Belhassen
Souhayr Belhassen (sinh năm 1943 Gabès, Tunisia) là một nhà hoạt động và nhà báo nhân quyền người Tunisia. Bà đã từng là Chủ tịch Liên đoàn Nhân quyền Quốc tế (FIDH) có trụ sở tại Paris kể từ ngày 26 tháng 4 năm 2007. Belhassen là một nhà phê bình chính trị của cựu Tổng thống Tunisia Zine El Abidine Ben Ali, người đã bị lật đổ trong cuộc biểu tình ở Tunisia năm 2010, gọi cuộc đàn áp của chính phủ trước đây đối với người biểu tình là "một vụ thảm sát".
Năm 2011, cô được trao giải North-South.
Vào ngày 30 tháng 4 năm 2011, trong một buổi lễ văn hóa được tổ chức tại Qatar, Souhayr Belhassen, đã được trao giải Người phụ nữ Ả Rập của năm.